# Roger Cook (politicus)
Roger Cook (Perth, 20 augustus 1965) is een Australisch politicus. Hij is de eenendertigste premier van West-Australië.

## Vroege jaren
Cook werd in 1965 geboren in Cottesloe, een buitenwijk van de West-Australische hoofdstad Perth. Zijn vader, Hugh David Cook, was kinderpsychiater, en zijn moeder, Lynette Ada Owen, opvoedster. Hij liep school op de 'Claremont Demonstration School' en aan het Scotch College.
Cook behaalde een Bachelor of Arts aan de Murdoch University en een diploma bedrijfskunde (PR) en een MBA aan de Curtin University. Hij was tijdens zijn studententijd een van de oprichters - als vertegenwoordiger van de 'National Organisation of Labor Students' - van de 'National Union of Students' en werd haar eerste voorzitter.
Na zijn studies werkte Cook voor enkele volksvertegenwoordigers waaronder Stephen Smith, Jim McGinty en Chris Evans. Van 1999 tot 2000 was hij voorzitter van de West-Australische Labor Party. 
Later raakte Cook betrokken bij verschillende Aborigines' lobbygroepen. Hij was beleidscoördinator voor de 'Western Australian Aboriginal Native Title Working Group', CEO van de 'Yamatji Marlpa Barna Baba Maaja Aboriginal Corporation' en vervolgens manager overheidsrelaties voor de 'South West Aboriginal Land and Sea Council'.
Van 2004 tot 2008 was Cook West-Australisch manager van CPR, een PR-bedrijf dat nauw verbonden is met de Australian Labor Party.

## Politieke carrière
In 2008 raakte Cook nipt verkozen voor het West-Australische lagerhuis. Hij werd herkozen in 2013, 2017 en 2021 en was vice-oppositieleider en schaduwminister van gezondheid van 2008 tot 2017. In 2017 werd Cook vicepremier en minister van gezondheid. In 2021 werd hij minister van arbeid, ontwikkeling, handel, toerisme en wetenschap en bleef vicepremier. Een jaar later ruilde hij de portefeuille handel in voor die van waterstofindustrie.
Na het onverwachte ontslag van premier Mark McGowan eind mei 2023 volgde Cook hem op als 31e premier van West-Australië. Hij werd op 8 juni beëdigd. Labor won de deelstaatverkiezingen van 2025 ruim en Cook behield het premierschap.

## Persoonlijke leven
Cook huwde in 2010 te Burleigh Heads in Queensland met Carly Lane. Ze hebben een dochter en een zoon.